# Krasznogorszkojei járás (Udmurtföld)
A Krasznogorszkojei járás (oroszul Красногорский район [Krasznogorszkij rajon], udmurtul Красногорск ёрос [Krasznogorszk jorosz]) Oroszország egyik járása Udmurtföldön. Székhelye Krasznogorszkoje.

## Népesség
- 2002-ben 12 219 lakosa volt, melynek 59,3%-a orosz, 38%-a udmurt, 1,5%-a tatár.
- 2010-ben 10 347 lakosa volt, melyből 6 184 fő orosz, 3 743 udmurt, 140 tatár stb.